# Simone Arnoux

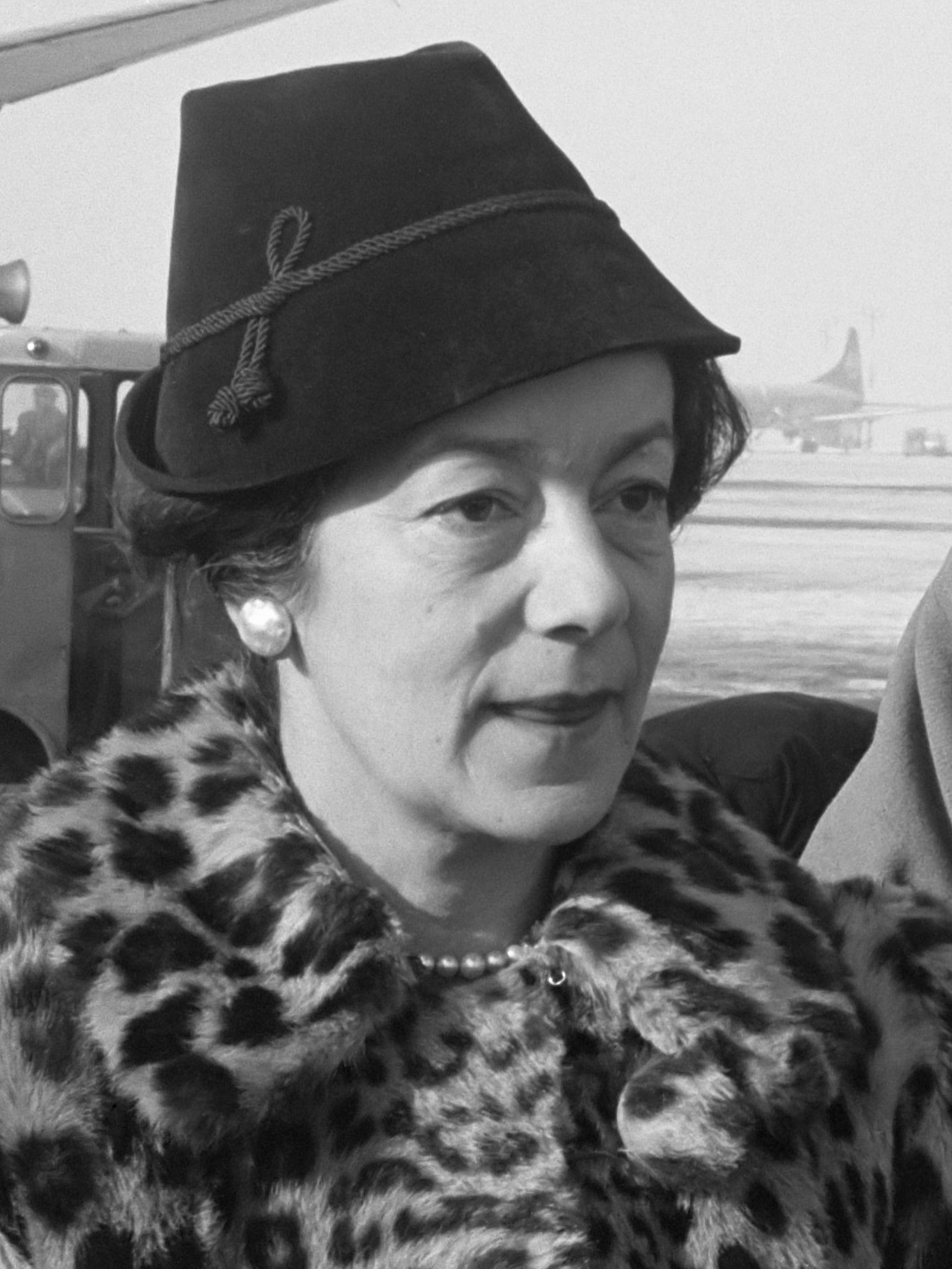
Simone Arnoux (1963)

Simone Louise Marie-Antoinette Arnoux (Parijs, 9 mei 1915 – 's-Gravenhage, 21 november 2001) was sinds 1951 gehuwd met prins Aschwin zur Lippe-Biesterfeld (1914-1988), de jongere broer van prins Bernhard van Lippe-Biesterfeld.
Simone Arnoux was een dochter van de Franse marine-officier Henri Arnoux (geboren te Rochefort) en Louise Françoise Nelly Lian. 
Zij was eerder gehuwd te Parijs op 10 maart 1938 met Gottfried Adam Vollrat von Watzdorf, lid van de familie Watzdorf, met wie ze twee zonen had:
- Stephan von Watzdorf (Berlijn, 3 mei 1942)
- Thilo von Watzdorf (Dresden, 28 maart 1944).

Na de scheiding van Von Watzdorf (München, 6 juni 1951) trouwde Arnoux later dat jaar te Londen op 11 september 1951 met prins Aschwin zur Lippe-Biesterfeld. Dit huwelijk bleef kinderloos. Zowel prins Aschwin als prinses Simone waren op veel koninklijke aangelegenheden aanwezig en waren naar verluidt zeer dierbaar voor hun nicht Beatrix.
Ze overleed op 86-jarige leeftijd te Den Haag in 2001 en  werd begraven op Oud Eik en Duinen, waar ook haar tweede echtgenoot, die in 1988 overleed, begraven ligt.